# 상레오폴두

상레오폴두의 위치

상레오폴두(포르투갈어: São Leopoldo)는 브라질 남부 히우그란지두술주에 있는 도시이다. 인구 210,145(2008).
주도 포르투알레그리 북쪽에 접한다. 이 도시는 1824년 브라질 최초의 독일 식민지로 건설되었다. 지명은 브라질 제국의 초대 황제 페드루 1세의 부인 마리아 레오폴디나 왕비의 이름에서 유래한다. 독일인이 대규모로 이주하여 이 곳에 정착하여 독일 문화의 한 중심지로 발전하였다. 포르투알레그리의 위성도시로 농산물 거래 중심지이며, 중요한 공업도시이다.